# Canicule de 2015 au Pakistan

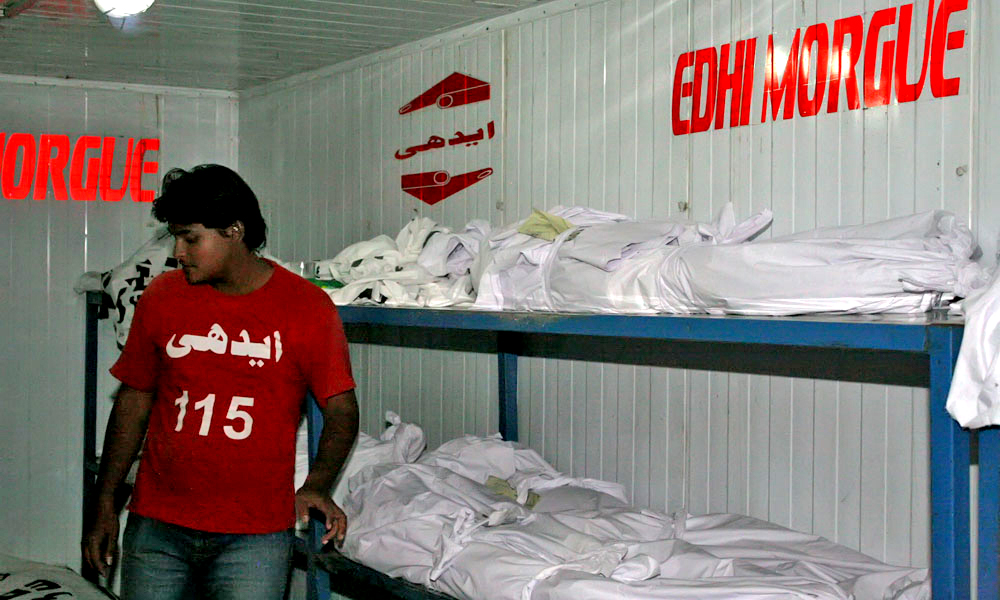
Morgue de la fondation Edhi à Karachi lors de la vague de chaleur.

La canicule de 2015 au Pakistan est un évènement météorologique ayant touché une large partie du Pakistan à la fin du mois de juin 2015. Cette canicule a fait à la date du 25 juin, plus de 1 000 morts,,,.